# Pontigny
Pontigny è un comune francese di 748 abitanti situato nel dipartimento della Yonne nella regione della Borgogna-Franca Contea.

## Monumenti e luoghi d'interesse
- Abbazia di Pontigny

## Società

### Evoluzione demografica
Abitanti censiti